# محمد جیلانی معارف
محمد جیلانی معارف (انگلیسی: Mohamed Jilani Maaref؛ زادهٔ ۲۷ اکتبر ۱۹۹۱) بازیکن هندبال اهل تونس است.